# Графський парк
Гра́фський парк (Парк Ніжинського педінституту) — парк-пам'ятка садово-паркового мистецтва місцевого значення в Україні. Розташований у місті Ніжин Чернігівської області, на вулиці Кропив'янського, 2.

## Історія
Парк був створений протягом другої половини XVIII століття у мальовничому урочищі «Обідовщина», що у XVII столітті належало Ніжинському полковнику Івану Обідовському (1676—1701), племіннику гетьмана Івана Мазепи. Є припущення, що його заснував граф Х. Вітгенштейн. Потім паркова територія перейшла у власність О. А. Безбородьку, його родині та їх нащадкам — О. Г. Кушельову-Безбородьку та Мусіним-Пушкіним. Вони виступали в ролі попечителів вищого навчального закладу у місті Ніжині — Ліцею князя Безбородька. У 1787 році у садибі Безбородьків у Ніжині зупинялася імператриця Катерина II під час своєї подорожі на південь України.
1889 року графинею Є. П. Мусіною-Пушкіною парк був переданий до міської управи в оренду. Передбачалось, що термін оренди буде тривати три роки при умові, що в міщан буде відкритий доступ до паркової території по вихідним дням. Потім парк та будівля садиби були подаровані міській управі Ніжина.
Парк було визнано природоохоронним об'єктом Чернігівським облвиконкомом згідно з рішенням № 21 від 28 березня 1964 року, для охорони території, які має історичне та культурне значення. Охоронним забов'язанням № 24/3 — 578 від 26 лютого 2004 року, виданим Міністерством екології та природних ресурсів України, пам'ятку садово-паркового мистецтва було передано під охорону комунальному підприємству «Графський парк». В XXI столітті будівля садиби потребує реставрації та знаходиться в аварійному стані.

## Опис
Об'єкт перебуває у віданні Ніжинського державного університету імені Миколи Гоголя. Поширена назва пам'ятки природи — Парк Ніжинського педінституту, оскільки університет з 1934 по 2004 рік мав назву педагогічного інституту, а потім і університету. В ньому колись навчався письменник Микола Гоголь. Площа Графського парку становить 5 гектарів. На його території зростає близько 100 видів кущів та дерев. На території природоохоронного об'єкту є бюст, який був встановлений в честь письменника.

## Галерея

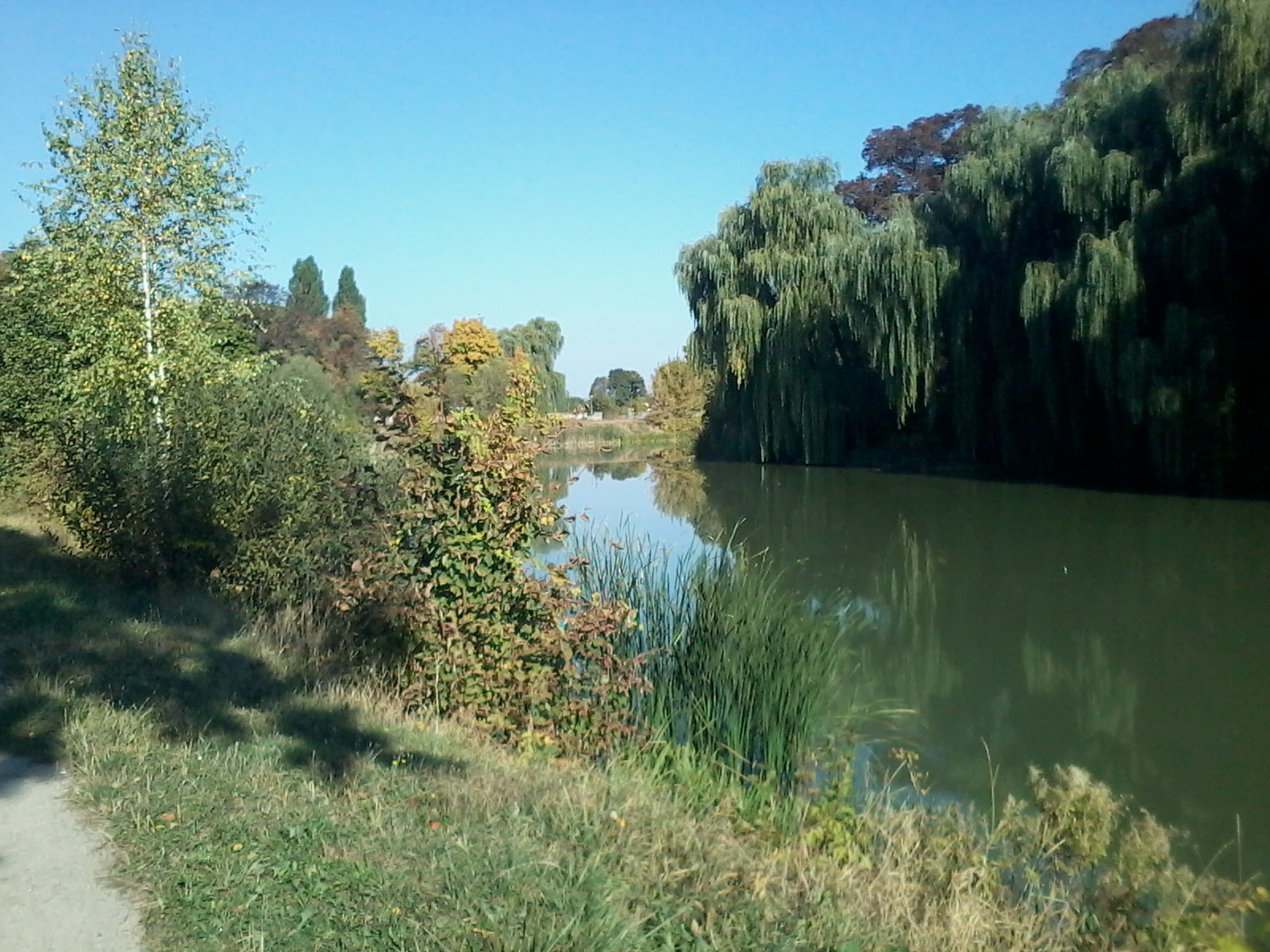
Ставок у Графському парку
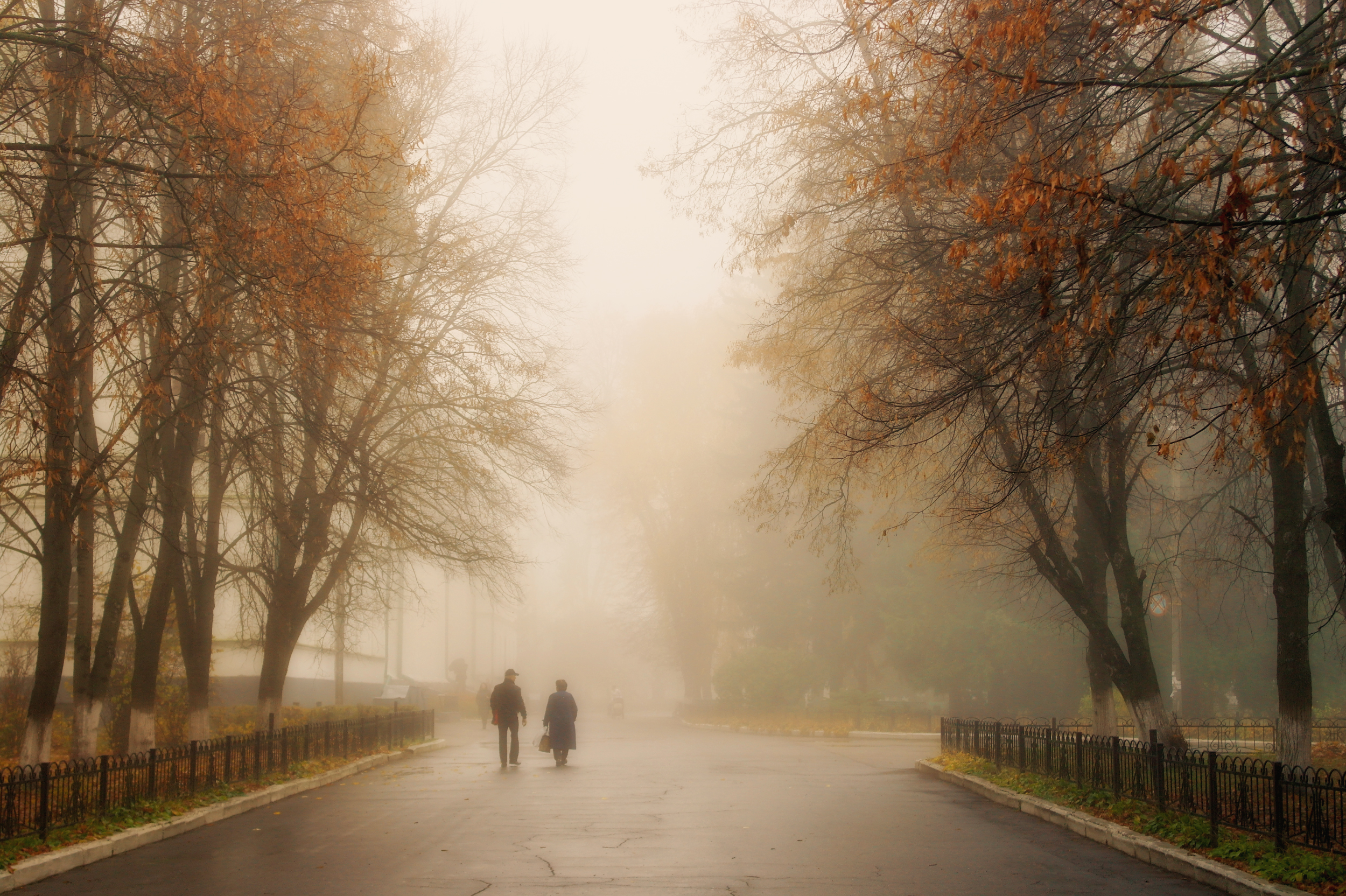
Туман у Графськім парку
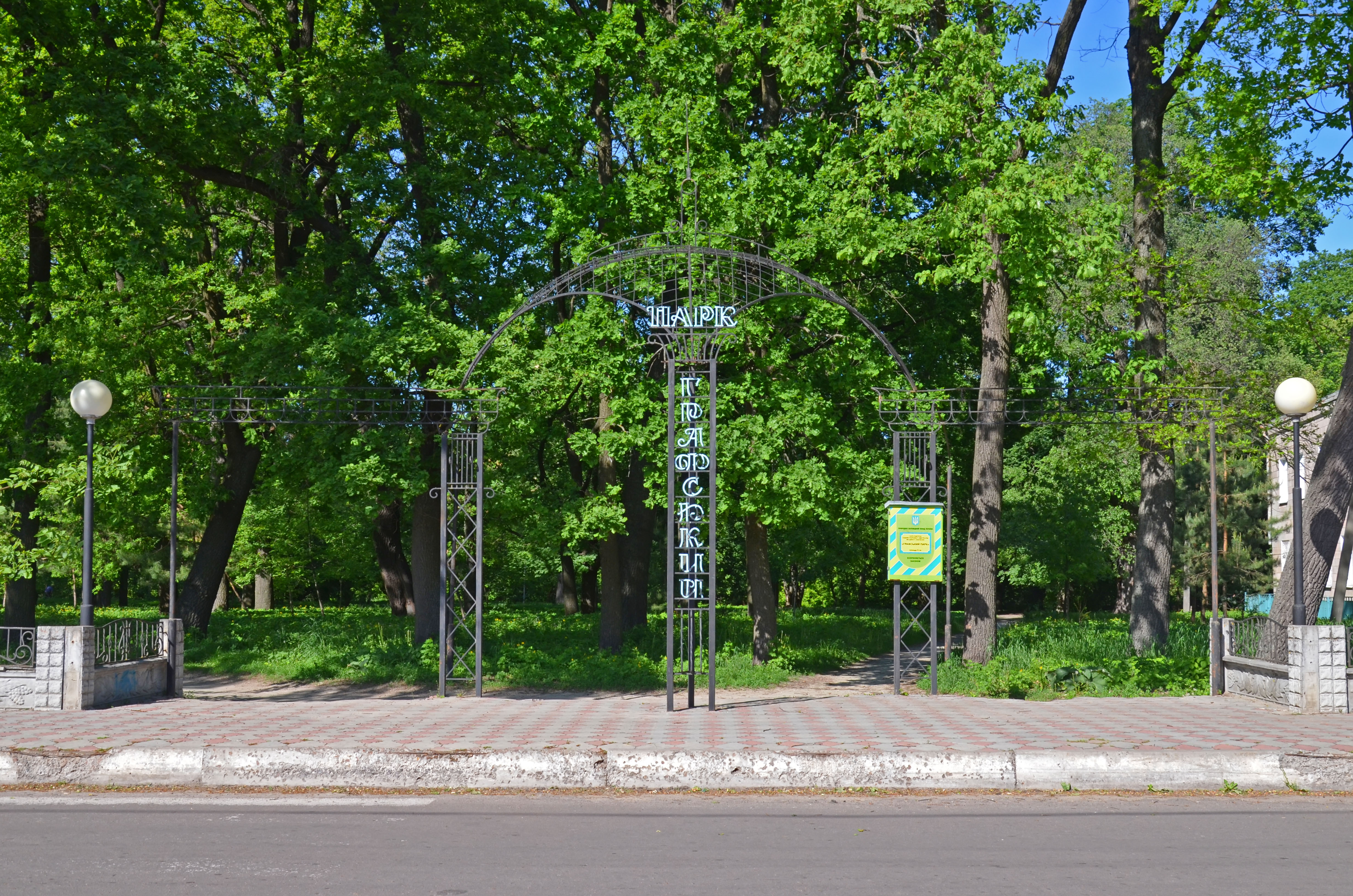
Вхід до парку
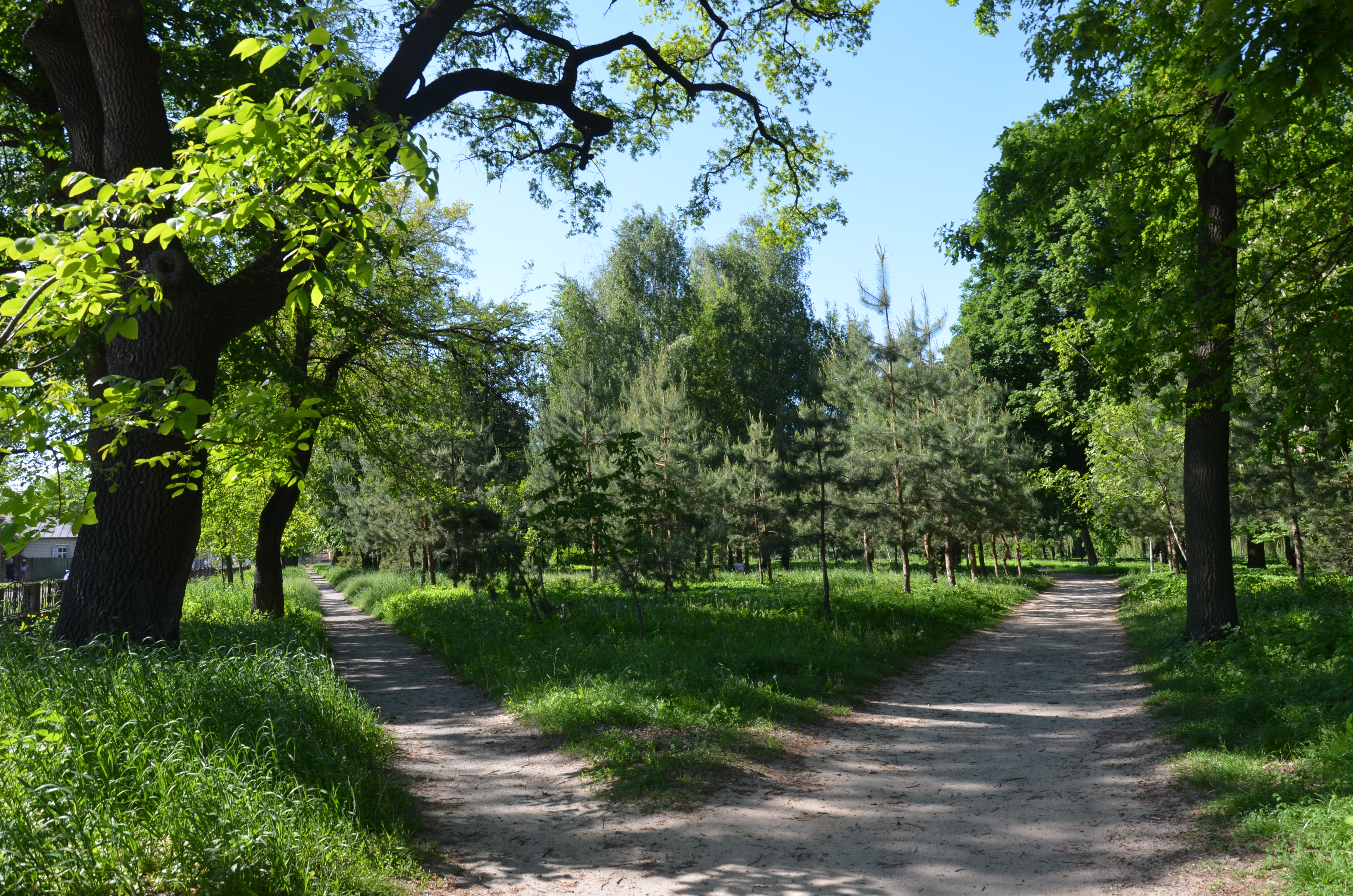
Стежини
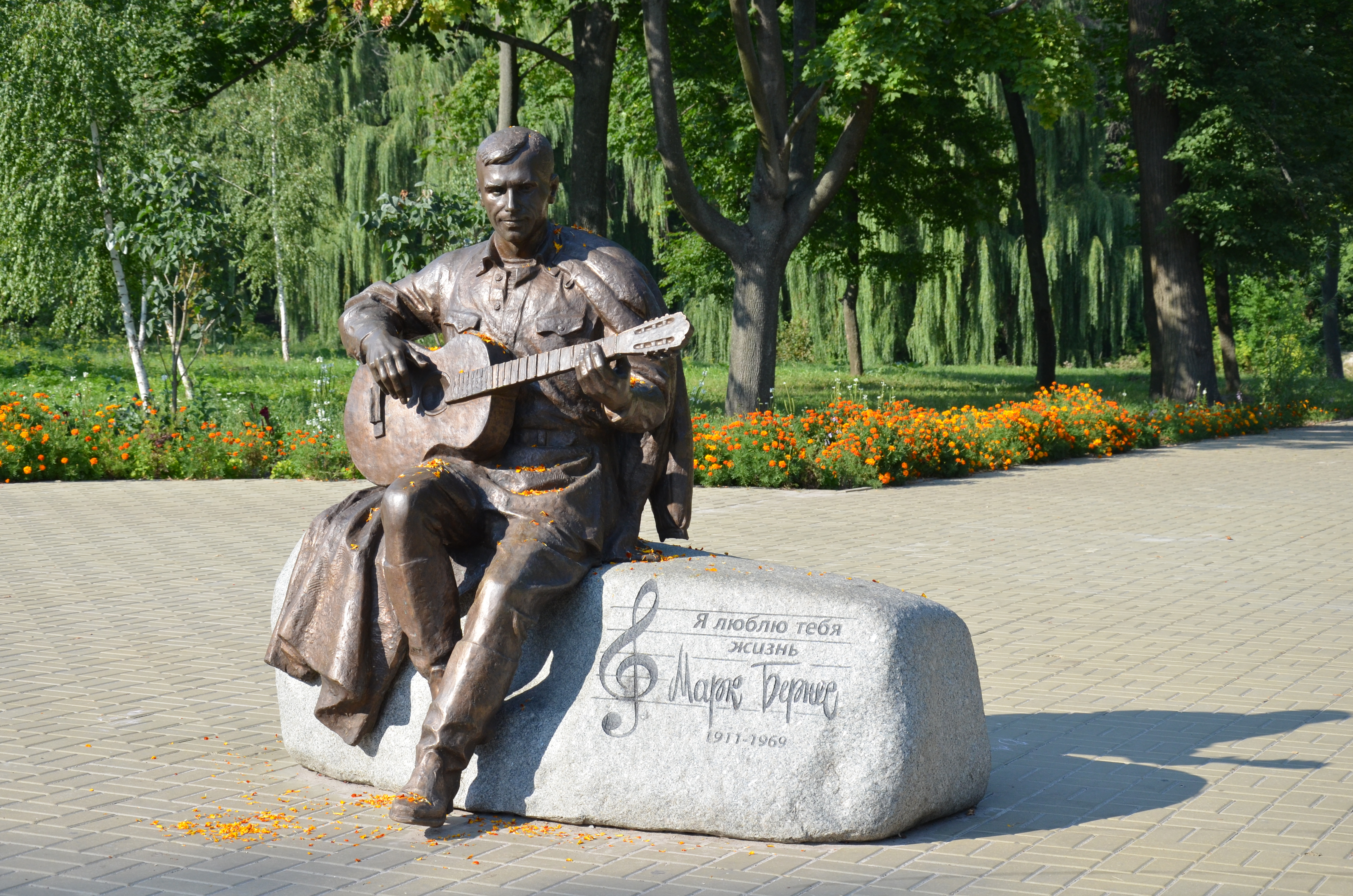
Графський парк (парк Ніжинського педінституту), пам'ятник М.Бернесу